# François De Loys

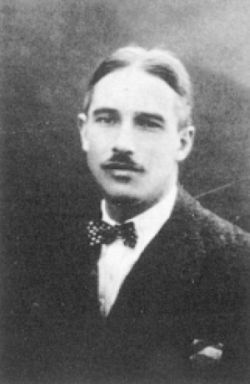
de Loys, provavelmente antes de 1917

François de Loys (1892 — 1935) foi um geologista suíço nascido em Lausanne que realizava expedições em busca de petróleo na Europa, América e África. Ficou conhecido pela descoberta do macaco-de-loys, um hominídeo de existência não provada. 